# Zbigniew Rusin (profesor)
Zbigniew Rusin (ur. 2 stycznia 1951 we Wrocławiu) – polski inżynier budownictwa, profesor nauk technicznych, w kadencji 2008–2012 prorektor Politechniki Świętokrzyskiej.

## Życiorys
W 1974 ukończył studia na Wydziale Budownictwa i Architektury Politechniki Śląskiej. Doktoryzował się w 1980 na uczelni macierzystej. Stopień doktora habilitowanego uzyskał w 1990 na Politechnice Gdańskiej na podstawie rozprawy pt. Zjawiska fizyczne w zamrażanym kruszywie i ich związek z mrozoodpornością betonu. Tytuł naukowy profesora nauk technicznych otrzymał 16 lipca 2015. Specjalizuje się w technologii betonów mrozoodpornych oraz przemianach fazowych wody w lód w materiałach kapilarno-porowatych
W latach 1974–1975 był asystentem na Politechnice Śląskiej. W 1976 podjął pracę na Politechnice Świętokrzyskiej. W latach 2002–2008 był dziekanem Wydziału Budownictwa i Inżynierii Środowiska, natomiast w kadencji 2008–2012 pełnił funkcję prorektora Politechniki Świętokrzyskiej do spraw współpracy międzynarodowej.
W latach 1990–1991 był pracownikiem wizytującym w Ontario Hydro Research Division w Toronto.
Odznaczony m.in. Złotym Krzyżem Zasługi (2004).